# Amegilla thorogoodi
Amegilla thorogoodi är en biart som först beskrevs av Rayment 1939.  Amegilla thorogoodi ingår i släktet Amegilla och familjen långtungebin. Inga underarter finns listade i Catalogue of Life.